# Djurgårdskyrkogården

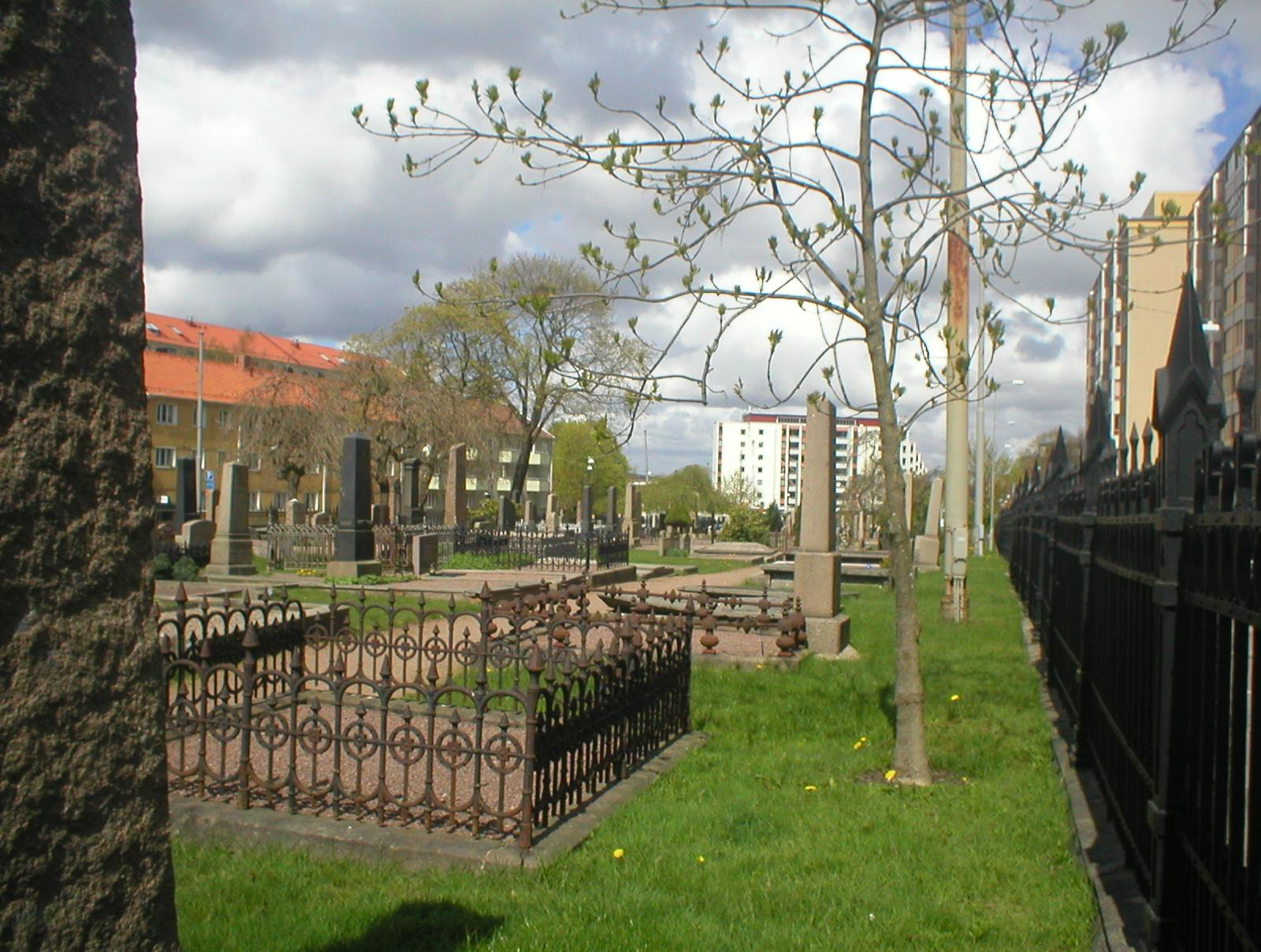
Djurgårdskyrkogården mot norr.

Djurgårdskyrkogården, är en mindre (0,5 hektar) kyrkogård vid Djurgårdsplatsen i Majorna, Göteborg med 397 gravplatser.

## Historia
Platsen för den nuvarande Djurgårdskyrkogården var en begravningsplats redan långt före den utvidgning som skedde 1799. Dess ålder uppskattas till motsvarande den gamla Varvskyrkan, vid dåvarande Gamla Varvet. Mark till en ny begravningsplats köptes in 1799 vid "Tegelbruket å Kungsladugårds ägor" för en summa av 150 riksdaler banco av Carl Bagge. Kyrkogården utvidgades mot norr 1813, men dess nuvarande namn är av senare datum. Dess längd är 120 meter, dess bredd mellan 25 och 30 meter. Den används än idag för begravningar. I södra änden finns ett litet gravkapell. Tidigare dominerades kyrkogården av storväxta almar, men de har tagits ned under 1990-talet eftersom de drabbades av almsjukan, och endast ett fåtal träd är kvar.
Från början var den kyrkogård för Gamla Amiralitetsvarvet, och var då främst avsedd som begravningsplats för dess officerare, den kallades först för "Gamla varvskyrkogården" eller "Amiralitetskyrkogården". I september 1786 begravdes en mademoiselle J Ch Suthoff i "Arméns Flottas grav på kungl. Djurgården".